# Gu-Win
Gu-Win és una població dels Estats Units a l'estat d'Alabama. Segons el cens del 2000 tenia 204 habitants.

## Demografia
Segons el cens del 2000, Gu-Win tenia 204 habitants, 86 habitatges, i 63 famílies. La densitat de població era de 41 habitants/km².
Dels 86 habitatges en un 31,4% hi vivien nens de menys de 18 anys, en un 62,8% hi vivien parelles casades, en un 8,1% dones solteres, i en un 25,6% no eren unitats familiars. En el 25,6% dels habitatges hi vivien persones soles el 14% de les quals corresponia a persones de 65 anys o més que vivien soles. El nombre mitjà de persones vivint en cada habitatge era de 2,37 i el nombre mitjà de persones que vivien en cada família era de 2,81.
Per edats la població es repartia de la següent manera: un 20,1% tenia menys de 18 anys, un 10,3% entre 18 i 24, un 29,9% entre 25 i 44, un 20,1% de 45 a 60 i un 19,6% 65 anys o més.
L'edat mediana era de 38 anys. Per cada 100 dones hi havia 108,2 homes. Per cada 100 dones de 18 o més anys hi havia 94 homes.
La renda mediana per habitatge era de 29.375 $ i la renda mediana per família de 42.500 $. Els homes tenien una renda mediana de 39.375 $ mentre que les dones 18.906 $. La renda per capita de la població era de 16.868 $. Aproximadament l'11,3% de les famílies i el 9,9% de la població estaven per davall del llindar de pobresa.

## Poblacions més properes
El següent diagrama mostra les poblacions més properes.